# Policlínico
Una policlínica es una clínica o centro de atención médica que brinda exámenes generales, especializados y con tratamientos para una amplia variedad de enfermedades y lesiones a pacientes ambulatorios y generalmente es independiente de un hospital. Cuando un policlínico es tan grande que en realidad es un hospital, también se le llama hospital general.

## Uso
Aparte del inglés inglés y el inglés de Singapur, el término era raro en otros países de habla inglesa hasta hace poco y sigue siendo muy raro en América del Norte. Ejemplos de su uso son las grandes clínicas ambulatorias (centros de atención médica) operadas por el gobierno en Inglaterra y Singapur que pueden brindar una gama más amplia de servicios que un consultorio médico estándar (médico general), así como The Polyclinic en Seattle, Washington.
En Singapur, las policlínicas se refieren a los centros de atención médica financiados por el gobierno que brindan atención primaria, como tratamiento médico, atención médica preventiva y educación para la salud. Al 2022 son 23 policlínicos en todo el país, y se espera llegar a 32 para el 2030. Los pacientes que asisten a los policlínicos son derivados a hospitales si necesitan un tratamiento más especializado, o son internados si es necesario.
La mayoría de los otros idiomas usan un cognado del término inglés aún más raro "policlinic" (deletreado de manera similar y pronunciado igual que el término inglés "polyclinic") para los departamentos de pacientes ambulatorios (clínicas ambulatorias) de hospitales (públicos) y para grandes clínicas independientes (públicos) para pacientes ambulatorios. Algunos idiomas, por ejemplo, el francés, usan específicamente un cognado de "policlínico" para referirse a clínicas ambulatorias privadas.
Debido a los diferentes significados de "poli" y "poli", tradicionalmente se consideraba incorrecto usar el término inglés "polyclinic" para las policlínicas europeas. Además, las policlínicas europeas (llamadas "poliklinik", "policlinique", "поликлиника" [poliklinika], o similar en otros idiomas) son más como hospitales o forman parte de un hospital y son públicas y, por lo tanto, gratuitas o económicas, mientras que las policlínicas ("policlinic") son tradicionalmente organizaciones mucho menos estructuradas y completas que consisten en una colección generalmente desordenada de consultorios más o menos independientes de médicos privados. Sin embargo, los policlínicos en Inglaterra usan el término "polyclinic" más o menos como el término "policlinic" y sus afines en otros idiomas.